# Jim O’Callaghan

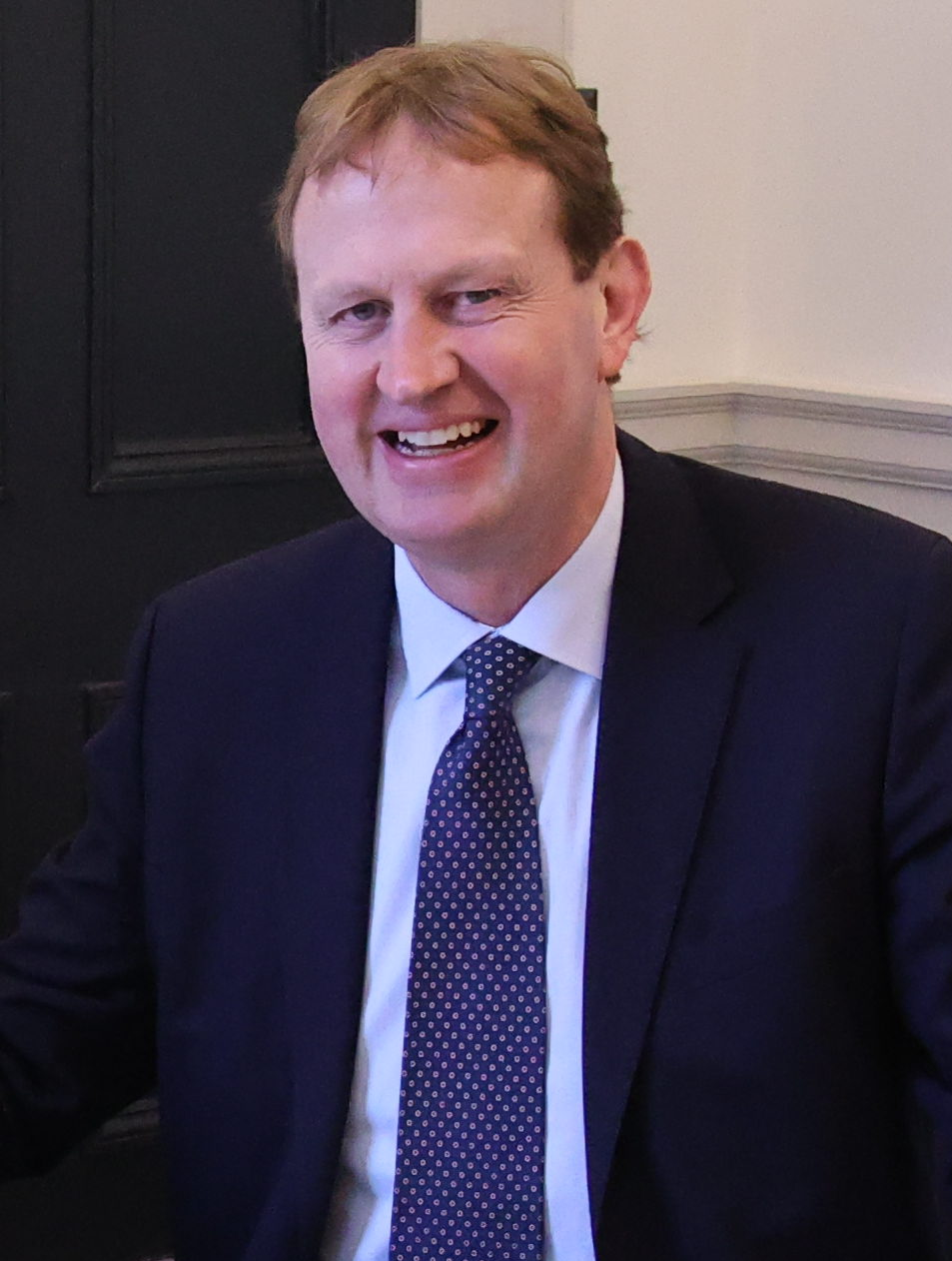
Jim O’Callaghan (2024)

Jim O’Callaghan (irisch Séamas Ó Ceallacháin; * 5. Januar 1968 in Dublin) ist ein irischer Politiker der Fianna Fáil.

## Leben
O’Callaghan erwarb einen Bachelor of Civil Law am University College Dublin und schloss danach einen Masterstudiengang in Rechtswissenschaften und Kriminologie am Sidney Sussex College in Cambridge. Seine Zulassung als Rechtsanwalt (barrister-at-law) erhielt er am King’s Inns und war dann in der Kanzlei von Rory Brady tätig. 2000 vertrat er gemeinsam mit Brady und Paul Gallagher den Premierminister Bertie Ahern in einem Verleumdungsprozess. 2008 wurde er zum Senior Counsel ernannt.
2002 kandidierte er für den Seanad Éireann, wie bei der Kommunalwahl 2004 für den Dublin City Council ohne Erfolg. Bei den Wahlen zum Dáil Éireann 2007 im Wahlkreis Dublin South East konnte er ebenfalls nicht genug Stimmen erreichen. 
2009 und 2014 war er jedoch dann doch erfolgreich und konnte bei den Kommunalwahlen einen Sitz im Dublin City Council erringen. 2016 wurde er dann bei den Wahlen zum Dáil Éireann für den Wahlkreis Dublin Bay South gewählt. Diesen Erfolg konnte er 2020 und 2024 wiederholen.
In der Regierung Martin II wurde er im Januar 2024 zum Minister für Justiz, Innere Angelegenheiten und Migration (Minister for Justice, Home Affairs and Migration) ernannt. 
O’Callaghan ist seit 1997 mit Julie Liston verheiratet und hat mit ihr ein Kind. Seine Schwester ist die RTÉ-Moderatorin Miriam O’Callaghan. 